# 小タイミル島
小タイミル島（しょうタイミルとう、ロシア語: Малый Таймыр）は、北極海に浮かぶセヴェルナヤ・ゼムリャ諸島に属する島。行政上ではロシア連邦クラスノヤルスク地方、タイミル・ドルガン＝ネネツ地区に属する。北西に小島、スタロカドムスコヴォ島がある。

## 歴史
1913年、ロシアの探検家ボリス・ヴィリキツキーによって発見され、当時のロシア皇太子アレクセイ・ニコラエヴィチにちなんでツェサレーヴィチ・アレクセイ島と名付けられる。しかし、十月革命後にソ連政府により改名され、現在に至る。